# Constance Marie
Pour les articles homonymes, voir Marie.
Constance Marie, née le 9 septembre 1965 à East Los Angeles, en Californie, est une actrice américaine.

## Filmographie

### Cinéma
- 1988 : Salsa : Dancer
- 1995 : Rêves de famille : Toni Sanchez
- 1997 : Selena : Marcela Quintanilla
- 1999 : The Last Marshal : Rosa
- 2000 : Septembre en fête : Theresa Lopez
- 2001 : Spot : Le voisin
- 2001 : Tortilla Soup : Yolanda
- 2006 : Puff, Puff, Pass : Montana
- 2011 : Le Chat potté de Chris Miller : Imelda (voix)

### Télévision

#### Séries télévisées
- 1984 : Santa Barbara  : Nikki Alvarez
- 1997 : Union Square : Gabriella Diaz
- 1997 : Spin City  : Gabrielle Sanchez
- 1999 : Demain à la une : Détective Toni Brigatti
- 2002 : American Family : Nina Gonzalez
- 2009 : La Vie secrète d'une ado ordinaire : Virginia Molina
- 2011-2017 : Switched : Regina Vasquez

#### Téléfilms
- 1993 : 12 h 01, prisonnier du temps : Joan Zevo
- 1994 : Island City : Connie Sealle
- 1995 : Fast Company : Liz Shelby
- 1997 : The Underworld
- 2010 : Le Droit à l'amour : Victoria Corrales
- 2015 : Pauvre petite fille riche : Dee Walker
- 2020 : Un hiver romantique : Trish Simmons